# Biology & Philosophy
Biology & Philosophy es una revista académica revisada por pares que publica artículos sobre filosofía de la biología, tratando un amplio abanico de cuestiones conceptuales, teóricas, metodológicas e incluso prácticas de las ciencias biológicas.

La revista fue fundada por Michael Ruse en 1986,   de la que fue editor desde un principio hasta 2000, es decir, durante sus primeros 14 años. Luego fue editada por Kim Sterelny, hasta 2016,  y actualmente es editada por Rachael Brown.  Su editor y distribuidor es el grupo Springer Science+Business Media.
Biology and Philosophy provided a forum for a new breed of philosopher who regarded biology as a different type of science that need not and indeed should not be compared to physics. (David Sloan Wilson)

## Indexación
La revista está indexada en las siguientes bases de datos:
- Academic OneFile
- Academic Search
- Arts & Humanities Citation Index
- Biological Abstracts
- BIOSIS
- Current Abstracts
- Current Contents/Arts and Humanities
- Dietrich's Index Philosophicus
- EBSCO
- EMBiology
- ERIH
- Gale
- GEOBASE
- International Bibliography of Book Reviews
- International Bibliography of Periodical Literature
- ISIS Current Bibliography of the History of Science
- OmniFile
- Répertoire Bibliographique de la Philosophie
- Science Citation Index
- Journal Citation Reports/Science Edition
- Journal Citation Reports/Social Sciences Edition
- Social Sciences Citation Index
- Social SciSearch
- SCOPUS
- Science Select
- SCImago
- Summon by Serial Solutions
- The Philosopher's Index
- The Zoological Record

Según Journal Citation Reports, la revista tuvo un factor de impacto en 2020 de 1,461. 